# Pearl Jam 2007 European Tour
Pearl Jam 2007 European Tour – krótka europejska trasa koncertowa zespołu Pearl Jam z 2007 r.

## Program koncertów

### Utwory Pearl Jam
- "1/2 Full"
- "Alive"
- "Animal"
- "Better Man"
- "Big Wave"
- "Black"
- "Blood"
- "Brain of J"
- "Breath"
- "Bu$hleaguer"
- "Comatose"
- "Come Back"
- "Corduroy"
- "Daughter"
- "Dissident"
- "Do the Evolution"
- "Down"
- "Elderly Woman Behind the Counter in a Small Town"
- "Even Flow"
- "Faithfull"
- "Footsteps"
- "Given to Fly"
- "Glorified G"
- "Go"
- "God's Dice"
- "Green Disease"
- "Grievance"
- "Hail, Hail"
- "Hard To Imagine"
- "I Am Mine"
- "I Got Id"
- "I'm Open" (fragment)
- "Immortality"
- "In Hidding"
- "Indifference"
- "Inside Job"
- "Insignificance"
- "Jeremy"
- "Last Exit"
- "Leash"
- "Leatherman"
- "Life Wasted"
- "Light Years"
- "Long Road"
- "Love Boat Captain"
- "Low Light"
- "Lukin"
- "Marker in the Sand"
- "MFC"
- "No More"
- "Not For You"
- "Nothingman"
- "Once"
- "Parachutes"
- "Porch"
- "Present Tense"
- "Rats"
- "Reaerviewmirror"
- "Release"
- "Sad"
- "Save You"
- "Severed Hand"
- "Smile"
- "Sometimes"
- "Spin in the Black Circle"
- "State of Love and Trust"
- "Unemployable"
- "W.M.A." (fragment)
- "Wasted Reprise"
- "Whipping"
- "Why Go"
- "Wishlist"
- "World Wide Suicide"
- "Yellow Ledbetter"

### Covery innych wykonawców
- "Another Brick In The Wall" (Pink Floyd) (fragment)
- "Baba O'Riley" (The Who)
- "Crazy Mary" (Victoria Williams)
- "Don't Let The Sun Go Down On Me" (Elton John) (fragment)
- "I Believe in Miracles" (Ramones)
- "Interstellar Overdrive" (Pink Floyd) (fragment)
- "Love, Reign o'er Me" (The Who)
- "Modern Girl" (Sleater-Kinney) (fragment)
- "Rockin' in the Free World" (Neil Young)
- "Save it for Later" (The Beat) (fragment)
- "Throw Your Arms Around Me" (Hunters & Collector)
- "Throw Your Hatred Down" (Neil Young)
- "War" (Edwin Starr) (fragment)

## Lista koncertów
1. 8 czerwca 2007 - Lizbona, Portugalia - Passeio Marítimo Algés
2. 9 czerwca 2007 - Madryt, Hiszpania - Estadio Butarque de Leganés
3. 12 czerwca 2007 - Monachium, Niemcy - Olympiahalle
4. 13 czerwca 2007 - Katowice, Polska - Stadion Śląski
5. 16 czerwca 2007 - Nickelsdorf, Austria - Burgenland
6. 18 czerwca 2007 - Londyn, Anglia - Wembley Arena
7. 21 czerwca 2007 - Düsseldorf, Niemcy - ISS Dome (pierwotnie planowany w LTU Arena; przeniesiony z powodu słabej sprzedaży biletów)
8. 23 czerwca 2007 - Tuttlingen, Niemcy - Neuhausen ob Eck Airfield
9. 24 czerwca 2007 - Scheeßel, Niemcy - Eichenrig
10. 26 czerwca 2007 - Kopenhaga, Dania - Forum Copenhagen
11. 28 czerwca 2007 - Nijmegen, Holandia - Goffertpark
12. 29 czerwca 2007 - Werchter, Belgia - Werchter Festival Ground

Na 15 czerwca planowany był koncert w Wenecji w Parco San Gugliano; został odwołany.

## Muzycy
- Eddie Vedder - wokal prowadzący, gitara
- Mike McCready - gitara prowadząca
- Stone Gossard - gitara rytmiczna
- Jeff Ament - gitara basowa
- Matt Cameron - perkusja
- Boom Gaspar - organy Hammonda i keyboardy